# Sempronios Gracos
Los Sempronios Gracos fueron una destacada familia de la Antigua Roma, particularmente desde finales del siglo III a. C. y sobre todo a mediados del siglo II a. C. cuando, desde el cargo de tribunos de la plebe, intentaron implantar ambiciosas reformas sociales.

## Miembros más importantes de la familia
- Tiberio Sempronio Graco (cónsul 215 a. C.), que vivió a finales del siglo III a. C. Fue general en la guerra contra Aníbal. En 215 a. C. fue elegido cónsul y desde ese cargo evitó que Aníbal tomara la ciudad de Cumas. En 213 a. C. fue cónsul por segunda vez. Murió en 212 a. C. en acto de servicio.
- Tiberio Sempronio Graco (cónsul 177 a. C.), sobrino del anterior, vivió a principios del siglo II a. C. Padre de los hermanos Graco, famosos tribunos de la plebe.
- Tiberio Sempronio Graco (c.164 a. C.-133 a. C.). Hijo de Tiberio Sempronio Graco y Cornelia, tribuno de la plebe en 133 a. C. Yerno de Apio Claudio Pulcro. Reformista social con sus leyes agrarias.
- Cayo Sempronio Graco (154 a. C.-121 a. C.), hermano menor de Tiberio Sempronio Graco, hijo de Tiberio Sempronio Graco y Cornelia. Tribuno de la plebe en 123 a. C. y 122 a. C. Continúa la labor reformista de su hermano.